# Liste von Bauwerken des Pali-Buddhismus in China

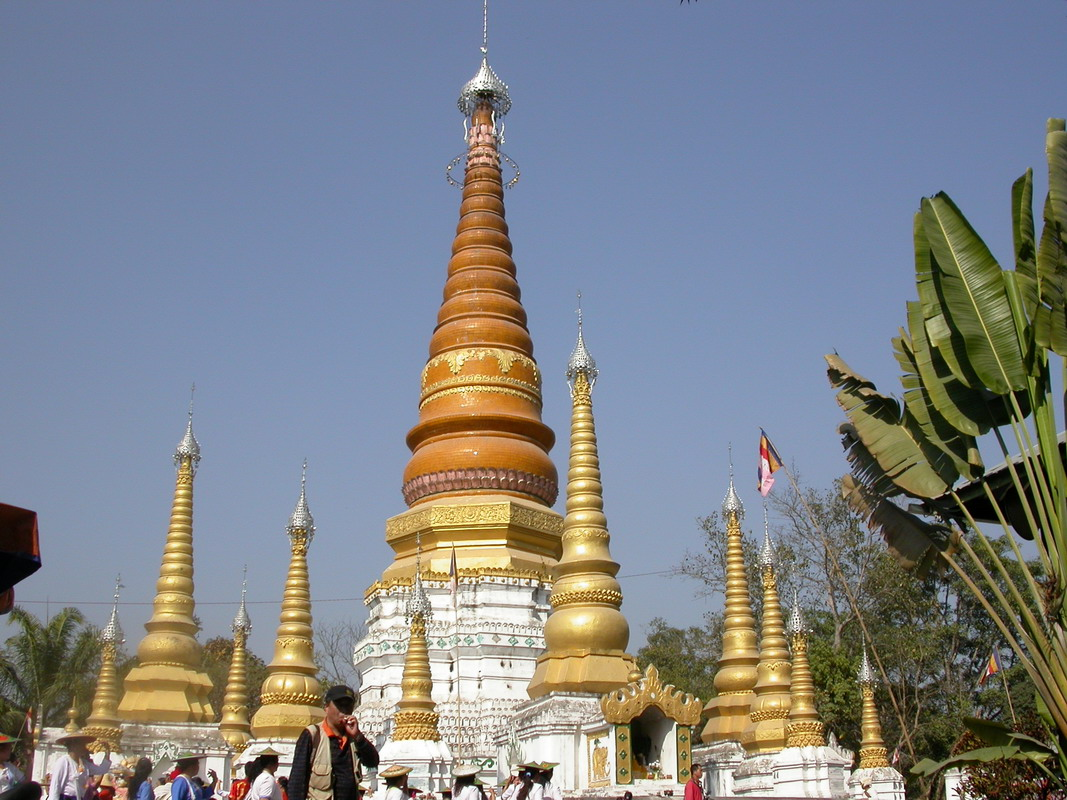
Jiele Pagode in Ruili

Dies ist eine Liste von Bauwerken des Pali-Buddhismus in China.
In Yunnan existieren vier Schulen des sogenannten Südlichen Buddhismus (chinesisch Shangzuobu Fojiao oder Nanchuan Fojiao), der dem Theravāda- oder Pali-Buddhismus entspricht. Im Einzelnen tragen die vier Schulen folgende chinesische Namen: Run pai (润派), Baizhuang pai (摆庄派), Duolie pai (多列派) und Zuodi pai (左抵派). Bei James Stuart Olson (1998) heißen sie Ruen, Baizhhung, Dolie und Zodi, bei Takahiro Kojima (2012) Yon, Pɔitsɔŋ, Tole und Tsoti, bei Takahiro Kojima und Nathan Badenoch (2013) Yon (Thai/Lao: Yuan), Pöy Cöng (birmanisch: Pwe Kyaung), To Le (birmanisch: Taw Nei) und Co Ti (birmanisch: Zaw Ti).
Einige der aufgeführten Bauwerke stehen auf der Liste der Denkmäler der Volksrepublik China und auf der Liste der Denkmäler der Provinz Yunnan.

## Übersicht
Nach Ling (siehe Literatur), in chinesischen Schreibungen.

### Tempel
- Bajie-Tempel (Dai “洼巴洁”) 总佛寺, Manlongkuan, Jinghong
- Manlei-Tempel 曼磊佛寺 in Mengzhe 勐遮, Menghai
- Dadenghan-Tempel 大等喊寺 in Ruili
- Commandment Hall 景真八角亭 (Achteckiger Pavillon von Jingzhen), Menghai
- Manchunman-Tempel 曼春满佛寺, Menghan, Jinghong
- Mange-Tempel 曼阁佛寺
- Guangyun-Tempel 广允缅寺, Mengdong, Cangyuan
- Guanmian-Tempel 官缅寺 bzw. Gengma zong Fosi 耿马总佛寺, Gengma
- Bodhi-Tempel 菩提寺 Mangshi, Mang (Dehong)

### Pagoden
- Manfeilong-Pagode 曼飞龙佛塔, Menglong, Jinghong
- Jiele Goldene Pagode 姐勒金塔, Ruili
- Yunyan-Pagode 允燕塔 Yingjiang (Dehong)